# リキッド・テンション・エクスペリメント
リキッド・テンション・エクスペリメント (Liquid Tension Experiment) は、アメリカのプログレッシブ・メタル・バンド、ドリーム・シアターのメンバーを中心に、同バンドの別プロジェクトとして結成されたバンドである。LTEなどと略されることもある。
ボーカリストを除いたインストゥルメンタル・バンドの構成で、技巧派として有名なメンバーによるテクニカルなプレイを前面に打ち出したスタイルであるが、ただ超絶技巧に偏重するのではなく楽曲は前衛的、かつ練り上げられた完成度の高さがある。ドリーム・シアターのファンを中心に日本でも人気は高い。
2枚のアルバムを製作後、この時点まで共演者として参加していたキーボードのジョーダン・ルーデスがドリーム・シアターのメンバーに加入。これにより「2つのバンドで同じメンバーが3人もいては、両方やる意味がなくなった」として正式に解散された。
2007年、セカンドアルバムレコーディング時にジョン・ペトルーシを除く3人で録音したジャムセッションを収録したアルバム『スポンティニアス・カンバション』をリキッド・トリオ・エクスペリメント名義でリリース。
2008年にバンド結成10周年を記念したライブツアーを行った。そのツアーでのシカゴ公演の際、ジョーダン・ルーデスのキーボードが故障し、修理を検討している間に残った3人でジャムセッションを行い、それを収録した'Liquid Trio Experiment2 - When The Keyboard Breaks: Live In Chicagoがリキッド・トリオ・エクスペリメント2名義でリリースされた。
2020年12月、メンバーそれぞれ「L」、「T」、「E」、「3」の一文字ずつが書かれたマスク姿を自身のSNSに投稿。「LTE3」の発売を示唆し、のちに正式に3作目の発売が発表された。

## メンバー
- マイク・ポートノイ (Michael Stephen Portnoy) - ドラム
- ジョン・ペトルーシ (John Peter Petrucci) - ギター
- トニー・レヴィン (Tony Levin) - ベース、チャップマン・スティック
- ジョーダン・ルーデス (Jordan Rudess) - キーボード

## ディスコグラフィ
- 『リキッド・テンション・エクスペリメント』 - Liquid Tension Experiment（1998年3月21日発売 1st Album）

1. Paradigm Shift
2. Osmosis
3. Kindred Spirits
4. The Stretch
5. Freedom of Speech
6. Chris and Kevin's Excellent Adventure
7. State of Grace
8. Universal Mind
9. Three Minute Warning (part 1)
10. Three Minute Warning (part 2)
11. Three Minute Warning (part 3)
12. Three Minute Warning (part 4)
13. Three Minute Warning (part 5)

- 『リキッド・テンション・エクスペリメント・２』 - Liquid Tension Experiment 2（1999年6月21日発売 2nd Album）

1. Acid Rain
2. Biaxident
3. 914
4. Another Dimension
5. When the Water Breaks
6. Chewbacca
7. Liquid Dreams
8. Hourglass

- 『スポンティニアス・カンバション』 - Spontaneous Combustion（2007年10月23日発売） ※リキッド・トリオ・エクスペリメント名義。

1. Chris & Kevin's Bogus Journey
2. Hot Rod
3. RPP
4. Hawaiian Funk
5. Cappuccino
6. Jazz Odyssey
7. Fire Dance
8. Rubberband Man
9. Holes
10. Tony's Nightmare
11. Boom Boom
12. Return of the Rubberband Man
13. Disneyland Symphony

- When the Keyboard Breaks: Live in Chicago（2009年4月27日発売 Live Album） ※リキッド・トリオ・エクスペリメント2名義。

1. Universal Mind (When the Keyboard Broke)
2. The Chicago Blue & Noodle Factory
3. Fade Away or Keep Going?
4. The Haunted Keyboard
5. Close Encounters of the Liquid Kind
6. Ten Minute Warning
7. That 'Ol Broken Down Keyboard Blues
8. Liquid Anthrax (including excerpt of How Many More Times / Led Zeppelin)
9. That's All Folks!